# Matt Dillahunty
Matt Dillahunty (nascido em 31 de março de 1969) é um orador público, ativista ateu e também foi o presidente da Atheist Community of Austin (em português: Comunidade Ateísta de Austin) até maio de 2013. Entre 2005 e outubro de 2022, Dillahunty foi o apresentador do webcast televisivo The Atheist Experience.
Ele já foi apresentador do show ao vivo de rádio pela internet Non-Prophets Radio. Ele também é fundador e contribuidor da enciclopédia contra-apologética Iron Chariots e seus sites subsidiários.
Ele é envolvido regularmente em debates formais e viaja os Estados Unidos falando com organizações seculares locais e grupos de universitários, como parte de Secular Student Alliance (em português: Aliança Secular dos Estudantes). Ao lado dos colegas ativistas Seth Andrews e Aron Ra, ele está planejando viajar para a Austrália em 2015, com a sua Unholy Trinity tour.
Matt foi criado como um cristão batista fundamentalista e queria se tornar um pastor batista. No entanto, seus estudos religiosos, em vez de reforçarem sua fé, como ele pretendia, levaram-no a uma completa rejeição do Cristianismo.
Agora, Matt continua a estudar filosofia, religião, ciência e história, a fim de tentar educar as pessoas a respeito do ateísmo e da religião, bem como:
| “ | Para impedir que outros desperdicem mais um dia com crenças irracionais. | ” |

Matt Dillahunty também foi militar, tendo servido nas forças armadas estadunidenses durante a Guerra do Golfo e, como militar, também esteve no Haiti, durante o início da década de 1990.